# Daniel Erlandsson

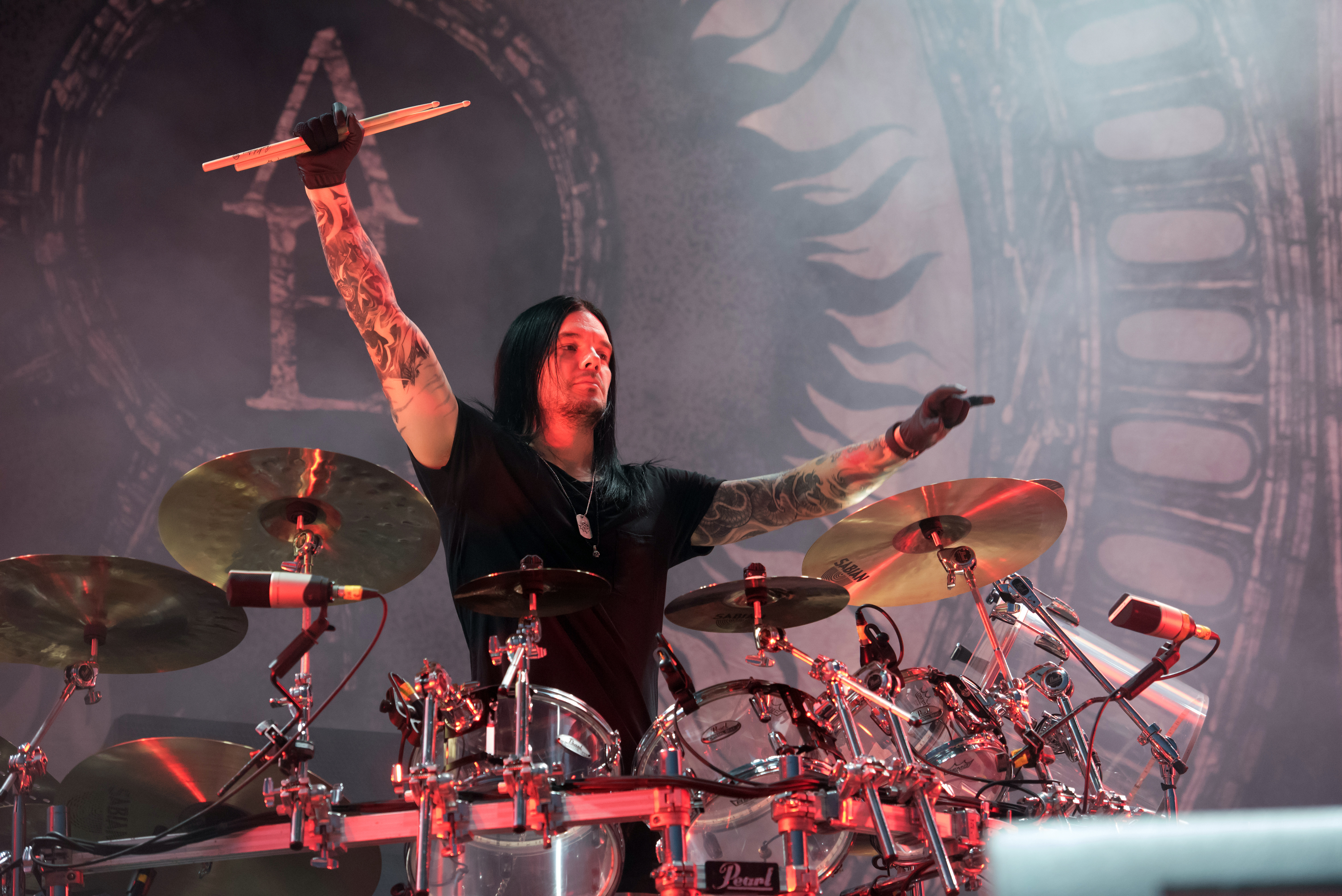
Daniel Erlandsson auf dem Reload Festival 2016

Daniel John Erlandsson (* 22. Mai 1976 in Malmö) ist ein schwedischer Schlagzeuger. Er ist vor allem bekannt für seine Tätigkeit für Bands wie Arch Enemy, Carcass und Brujeria. Er ist der jüngere Bruder von Adrian Erlandsson (At the Gates, The Haunted, Brujeria, Paradise Lost, Vallenfyre, Cradle of Filth).

## Werdegang
Erlandsson wurde in Malmö geboren. Er wuchs mit seiner Familie in Schweden auf und erlernte wie sein Bruder das Schlagzeugspiel schon in sehr jungen Jahren. Von Adrian wurde Daniel auch der Metal nähergebracht. Auf der Website von Arch Enemy war zu lesen: „We grew up together and used to jam on a little kit in our parents basement, he started first and after some years I started too... He’s been a great influence over the years, and if it wasn't for him I probably wouldn’t be playing today.“ Zunächst war Erlandsson auf der EP Subterranean von In Flames (1994) zu hören. Er spielte auch für weitere Bands, etwa Eucharist, Liers in Wait, Diabolique, Armageddon (wo auch Christopher Amott von Arch Enemy spielte), Revengia und The End sowie für Gus G.
Von 2007 bis 2010 spielte Erlandsson die Reunion-Shows für Carcass, da deren ursprünglicher Schlagzeuger Ken Owen wegen Komplikationen durch ein 1999 zugezogenes Leiden nicht spielen konnte. Sowohl er als auch Michael Amott verließen Carcass 2012. Erlandsson wurde durch Daniel Wilding ersetzt (zuvor Aborted, derzeit  Trigger the Bloodshed).
2012 stieß Erlandsson zur Band Brujeria, wo er sich „El Clavador“ nannte. Für diese war er bis 2014 tätig. Derzeit spielt er für Arch Enemy und Black Earth.

## Equipment
Pearl Reference Pure Drums (Ivory Pearl #330)
- 22x18 Bass Drum (x2)
- 10x8 Tom
- 12x9 Tom
- 13x10 Tom
- 16x16 Floor Tom
- 18x16 Floor Tom
- 20x14 Gong Drum
- 14x5.5 Daniel Erlandsson Signature Snare Drum

(Quelle: )
Pearl Icon Rack System und Hardware
- DR-503 Icon Rack
- DR-501 Front Rack
- RJ-50 Mini Extension Bar
- PCX-200 Rack Clamp (x4)
- PCX-100 Rack Clamp (x11)
- CH-2030 Boom arm (x11)
- H-2000 Hi Hat Stand
- P-3000 Bass Drum Pedal (x2)
- S-1030 Snare Drum Stand
- TH-1030i Tom Holder (x4)
- CLH-930 Closed Hi Hat Arm
- D-2500 Drum Throne